# NGC 3
NGC 3，是雙魚座的一個透镜状星系。它位於赤經為7分33秒，赤緯為8°20′03″。
紅位移約 3900km／s